# San Martín del Castañar (kommunhuvudort)
San Martín del Castañar är en kommunhuvudort i Spanien.   Den ligger i provinsen Provincia de Salamanca och regionen Kastilien och Leon, i den centrala delen av landet, 200 km väster om huvudstaden Madrid. San Martín del Castañar ligger 838 meter över havet och antalet invånare är 272.
Terrängen runt San Martín del Castañar är kuperad. Runt San Martín del Castañar är det glesbefolkat, med 11 invånare per kvadratkilometer. Närmaste större samhälle är La Alberca, 5,5 km sydväst om San Martín del Castañar. Omgivningarna runt San Martín del Castañar är huvudsakligen savann.